# Anthophora affabilis
Anthophora affabilis är en biart som beskrevs av Cresson 1878. Den ingår i släktet pälsbin och familjen långtungebin. Inga underarter finns listade i Catalogue of Life.

## Beskrivning
Arten är ett humlelikt bi. Hanen har tjock, ljust brungul päls på huvud och mellankropp och svart bakkropp med vita hårband; honan har ett liknande utseende men pälsen på huvudet mellankroppen är vitaktig.

## Ekologi
Som alla pälsbin är biet en solitär (icke samhällsbyggande art och skicklig flygare.. Denna art är polylektisk, den samlar pollen och nektar från många olika blommande växter som familjerna oleanderväxter, korgblommiga växter, kaktusväxter, ärtväxter, jordröksväxter, ripsväxter, malvaväxter, ranunkelväxter och flenörtsväxter.

## Utbredning
Anthophora affabilis finns från norra till sydvästra USA.

## Bildgalleri

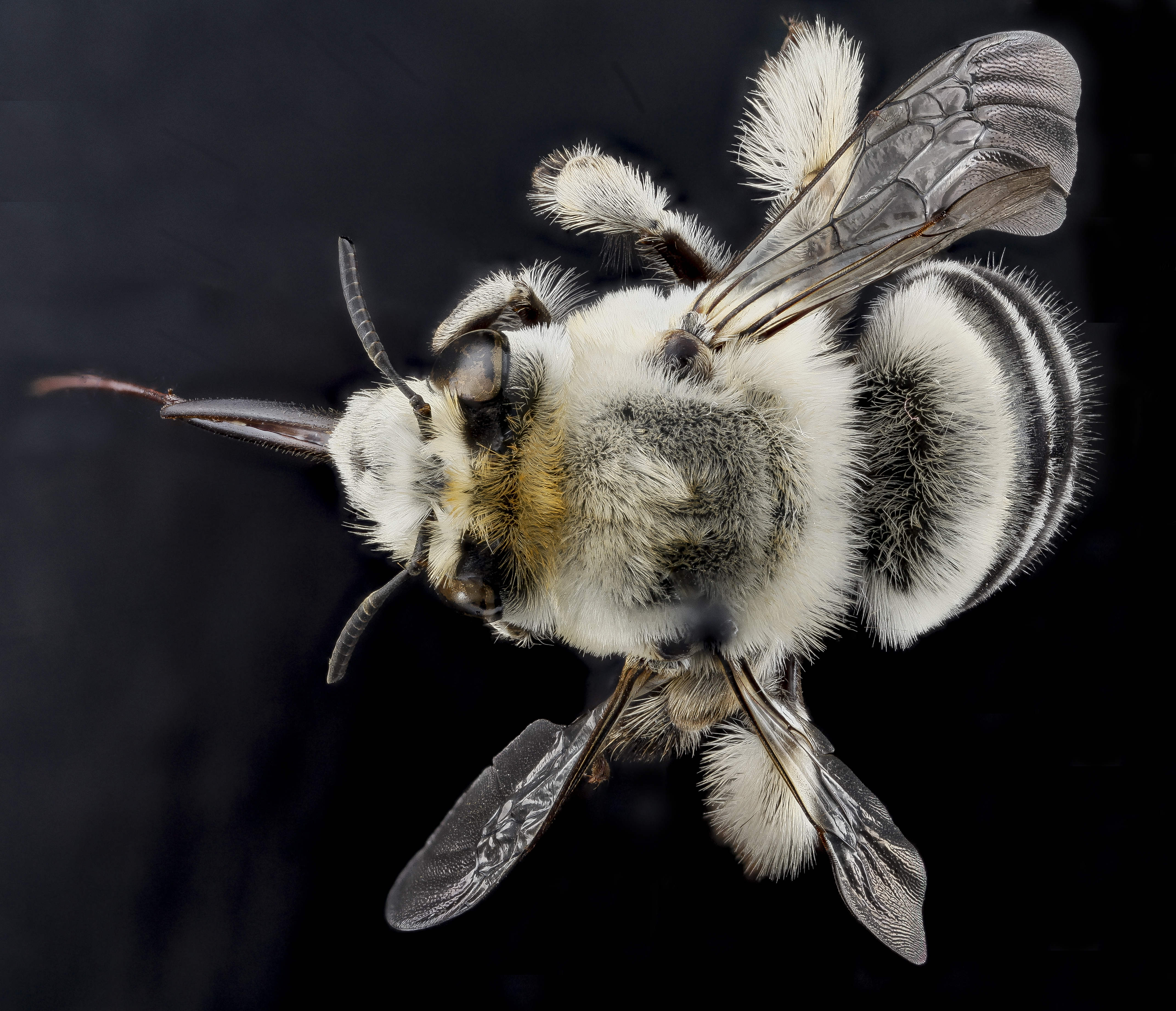
Hona, ryggsida.
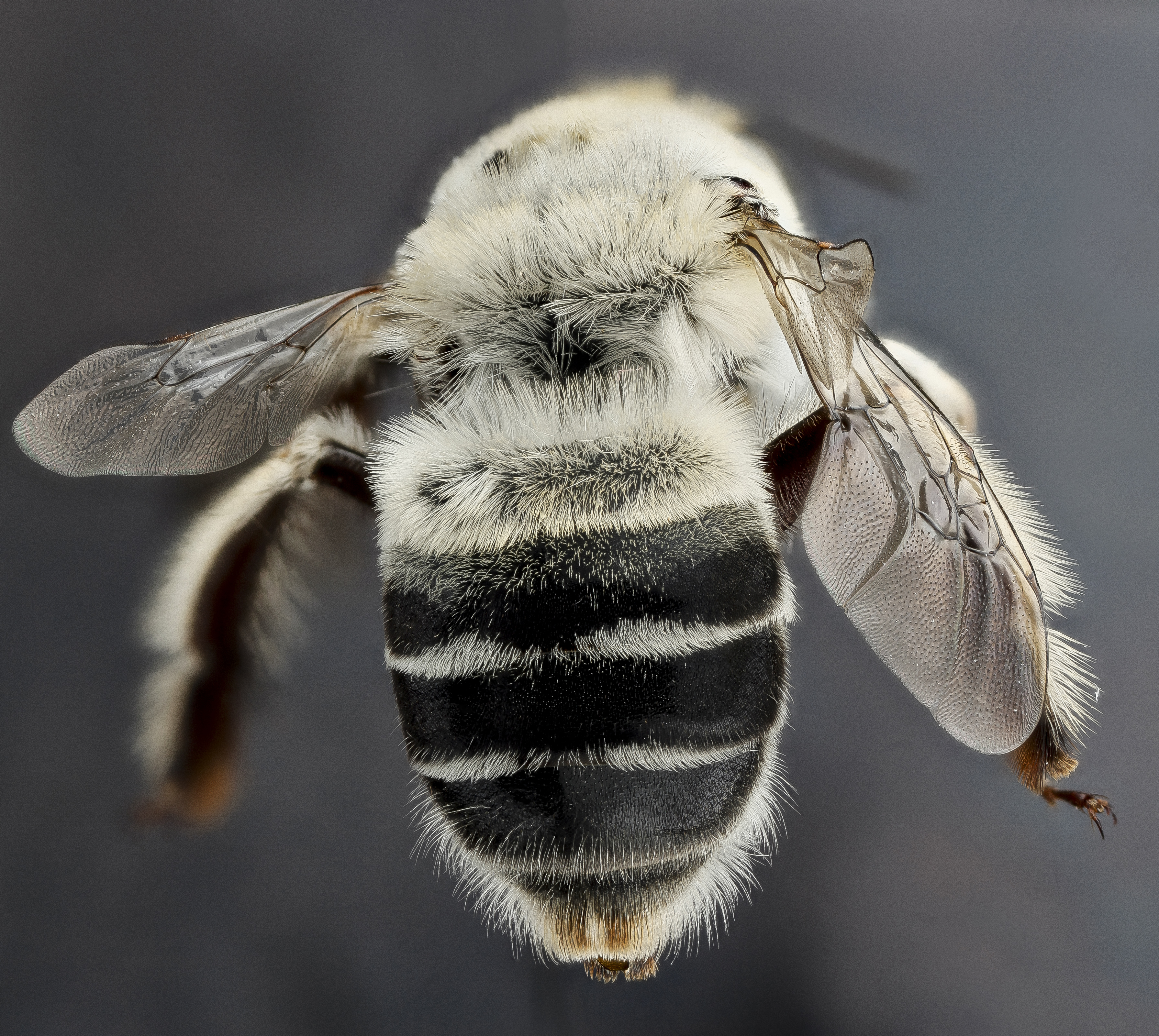
Hona, ryggsida.
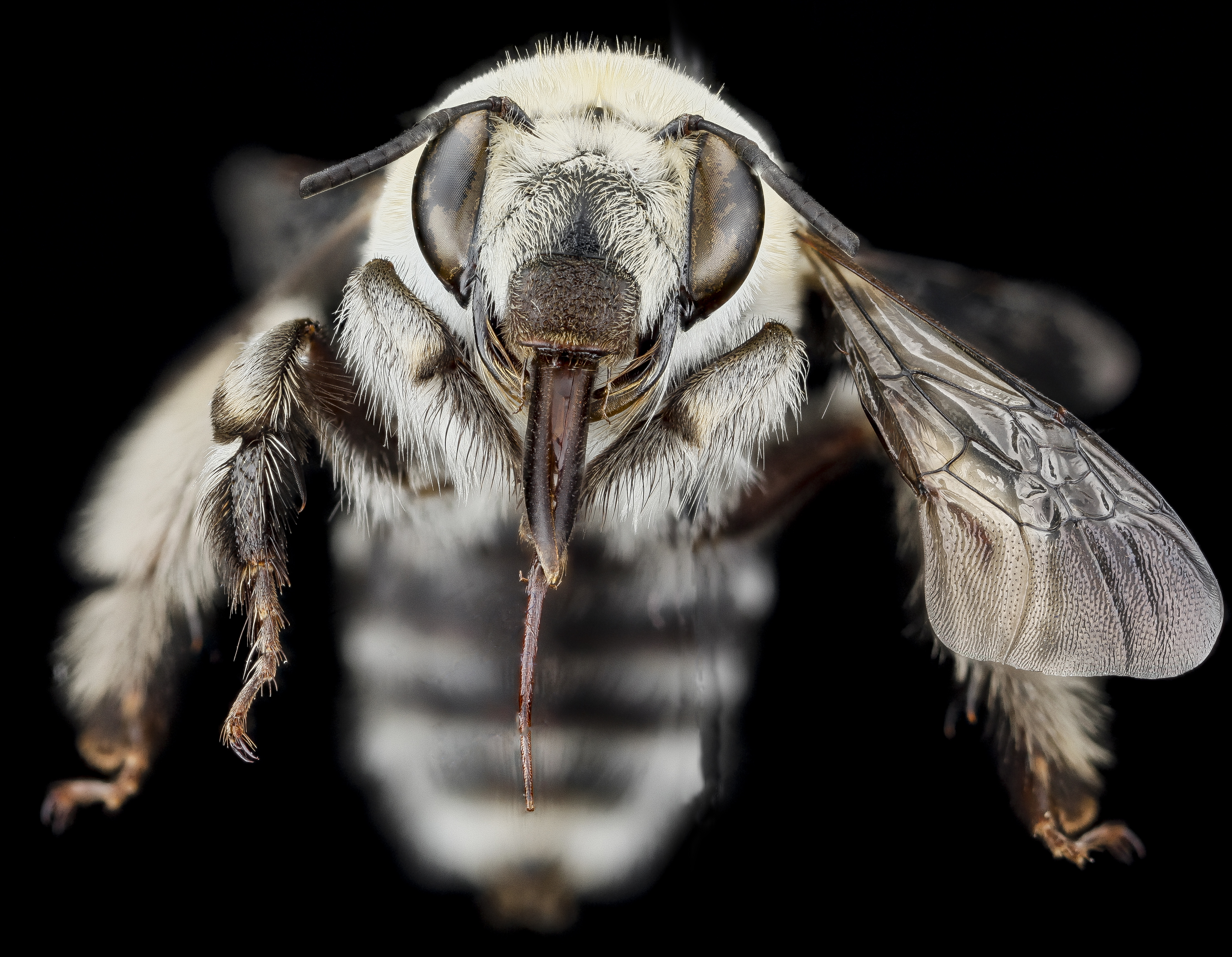
Hona, ansikte.
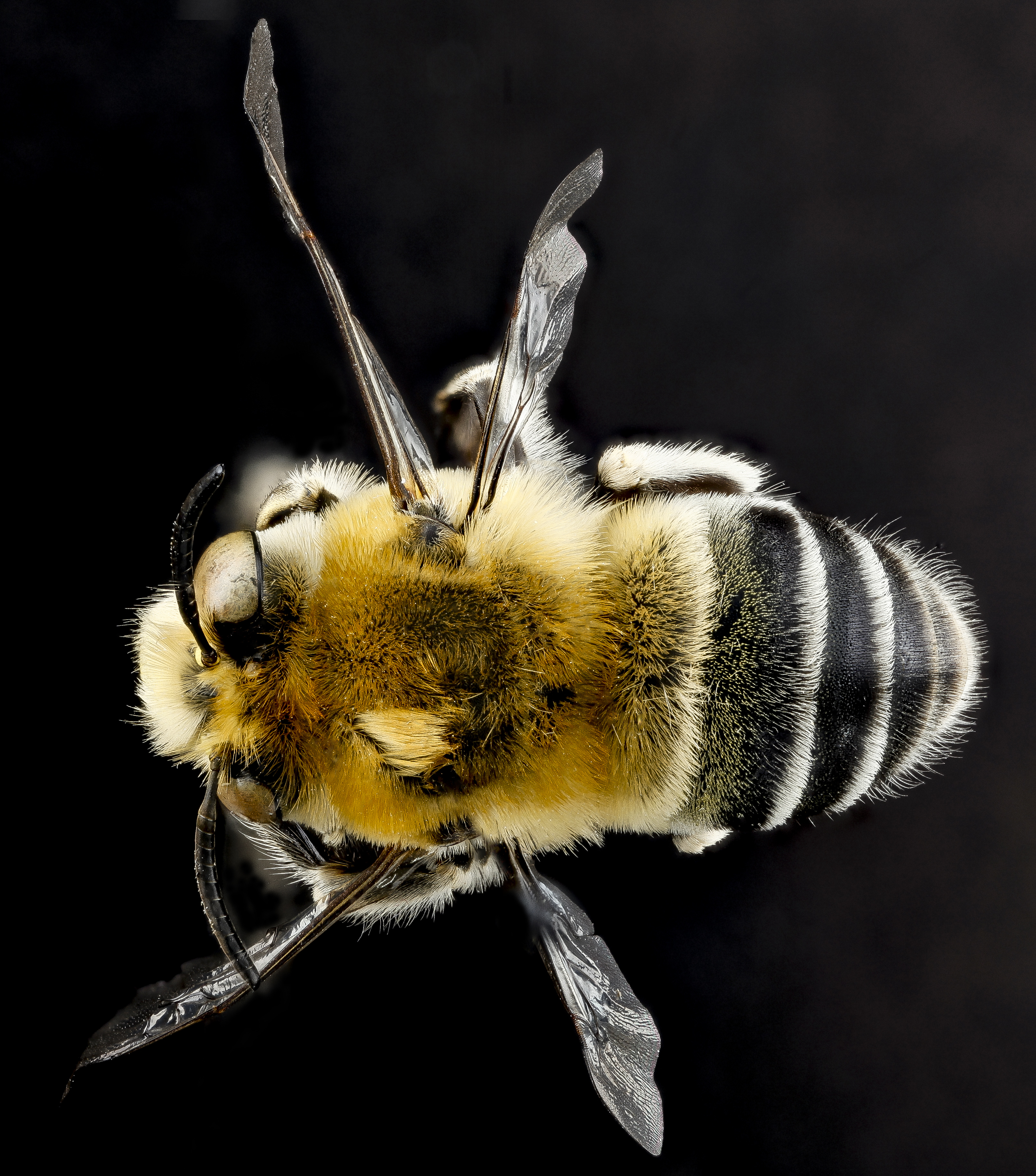
Hane, ryggsida.